# WPA
WPA är en akronym för Wi-Fi Protected Access och skapades av Wi-Fi Alliance för att ersätta WEP som visat sig innehålla stora säkerhetsbrister. Wi-Fi Alliance utfärdar interoperabilitetscertifieringar för WPA och WPA2.

## WPA
WPA används för åtkomstkontroll och kryptering av WLAN enl. IEEE 802.11. Till skillnad från WEP ansågs WPA länge vara säkert.
WPA finns i två utföranden:
WPA-PersonalÄven kallad WPA-PSK (för Pre-shared key), för användning i hem eller små kontor utan central autentisering. Fungerar genom att varje enhet i nätverket autentiserar med accesspunkten i nätverket med en 256-bitars nyckel som beräknas från ett lösenord eller en lösenfras.
WPA-EnterpriseÄven kallad WPA-802.1x eller bara WPA, för användning med en central RADIUS-server i till exempel företagsmiljöer. Denna konfiguration är dock svårare att sätta upp.
WPA använder strömkryptot RC4 med en 128-bitars nyckel (som dynamiskt genereras för varje paket) för att kryptera paket.

## WPA2
Runt 2004 kom WPA2 som är baserad på den nya standarden IEEE 802.11i. WPA2 stödjer liksom WPA både PSK IEEE 802.1x men krypteringsalgoritmen är utbytt mot blockkryptot AES. WPA2-certifierade enheter är även bakåtkompatibla med WPA-standarden för att underlätta uppgradering.

## Attacker mot WPA/WPA2
Den 8 november 2008 publicerades en attack mot WPA där en angripare med 12–15 minuters tillgång till nätverket kan skicka 7–15 speciellt utformade paket till nätverket. Efter att ha utfört denna attack kan angriparen sedan använda sig av andra metoder, till exempel ARP-förgiftning eller en DoS-attack, för att orsaka mer skada.
Både WPA och WPA2 med pre-shared key är sårbara mot en så kallad offline brute force-attack, dvs en angripare som samlar in krypterad nätverkstrafik kan sedan, utan att vara i närheten av nätverket, utföra en brute force-attack för att ta reda på nyckeln. Enda sättet att skydda sig mot detta är att undvika korta lösenordsfraser som är lätta att gissa.
I december 2011 avslöjade Stefan Viehböck en sårbarhet i Wi-Fi Protected Setup som introducerades av Wi-Fi Alliance 2007. Attacken använder en brute force-attack och utnyttjar att en relativt kort PIN används för att autentisera med nätverket. Både WPA och WPA2 är sårbara för denna attack oavsett vilken krypteringsalgoritm som används.

## WPS & dess sårbarhet
WPS, Wi-Fi Protected Setup, är en funktion som lagts till i Wi-Fi-specifikationen, avsedd att förenkla uppkopplingen mot en accesspunkt utan att göra avkall på säkerheten. En sårbarhet i protokollet har emellertid gjort att WPA och WPA2 kan kringgås och i princip knäckas i många situationer i nätverk med WPS-funktion påslaget.. För tillfället finns ingen lösning annat än att stänga av WPS i sin accesspunkts inställningar.